# Radomierka
Radomierka (niem. Seifersdorfer Bach) – potok, prawy dopływ Bobru o długości 11,13 km.
Potok płynie z Gór Kaczawskich do Kotliny Jeleniogórskiej. Przepływa przez Maciejową (dzielnicę Jeleniej Góry). Jego dopływami są Bełkotka i Komar.